# بدين (أحياء)
البُدَيْن (بالإنجليزية: microbody)‏، هي عضية خلوية كروية، تتواجد في خلايا النباتات والحيوانات والأوليات. محاطة بغشاء واحد، قطرها بين 20 و 60 نانومتر، وتحتوي على مجموعة متنوعة من الإنزيمات. ويشمل البُدين الأجسام الغلايوكسيزومات والبيروكسيسومات والهيدروجينوسومات والغلاكوسومات. وفي الفقاريات فإن أجسام البُدين يسود بشكلٍ خاص في الكبد وأعضاء الكلى.